# Kuban
Kuban (rusă Кубань cercheză  (adîghe) Pșîză) este un râu situat la nord de  Caucaz și la nord-est de Marea Neagră. De la poalele de vest a lui Elbrus curge prin ținutul Kuban, podișul de la Stavropol și se varsă după 870 km la Temriuk prin două brațe în Marea Azov. Râul are suprafața bazinului de colectare de  58.700 km², el fiind o parte din lungime navigabil.
În limba greacă, râul poartă denumirea de Hypanis. 
- Localități traversate:
  - Krasnodar
  - Cerkesk
  - Stavropol